# Аскорбиновая кислота
Аскорби́новая кислота́ (от др.-греч. ἀ «не-» + лат. scorbutus «цинга») — органическое соединение с формулой C6H8O6, является одним из основных веществ в человеческом рационе, которое необходимо для нормального функционирования соединительной и костной ткани. Выполняет биологические функции восстановителя и кофермента некоторых метаболических процессов, является антиоксидантом.
Биологически активен (способен участвовать в биохимических процессах) только один из изомеров — L-аскорбиновая кислота, называемая также витамином C (читается как витамин Ц, поскольку C в данном контексте латинская буква). Витамин C в природе содержится во многих фруктах и овощах.
Авитаминоз аскорбиновой кислоты приводит к цинге. Есть некоторые свидетельства того, что регулярное употребление добавок с аскорбиновой кислотой может незначительно сократить продолжительность простуды, но не предотвратить инфекцию. Доказательства влияния аскорбиновой кислоты на риск рака, сердечно-сосудистых заболеваний или деменции отсутствуют. 

## Свойства

Оптические изомеры аскорбиновой кислоты:
1a — L-аскорбиновая кислота,
2a — L-изоаскорбиновая кислота,
1b — D-изоаскорбиновая кислота,
2b — D-аскорбиновая кислота

По физическим свойствам аскорбиновая кислота представляет собой белый кристаллический порошок кислого вкуса. Легко растворим в воде, растворим в спирте.
Температура плавления L-аскорбиновой кислоты — 190—192 °C (с разложением).
Из-за наличия двух асимметрических атомов существуют четыре диастереомера аскорбиновой кислоты. Две условно именуемые L- и D- формы хиральны относительно атома углерода в фурановом кольце, а изо- форма является D-изомером по атому углерода в боковой этиловой цепи.

## История
Впервые в чистом виде витамин C был выделен в 1928 году венгерско-американским химиком Альбертом Сент-Дьёрди, а в 1932 году было доказано, что именно отсутствие аскорбиновой кислоты в пище человека вызывает цингу.
В 1933 году швейцарская компания Hoffmann-La Roche первой в мире освоила производство синтетического витамина C.
В ряде случаев фармакологи возлагали на витамин C большие надежды, основанные прежде всего не на экспериментальных доказательствах клинической эффективности препарата, а на теоретических предпосылках, в первую очередь — относительно возможного антирадикального действия аскорбиновой кислоты.
В 1970 году Лайнус Полинг опубликовал в Докладах национальной академии США статью «Эволюция и потребность в аскорбиновой кислоте», в которой выдвинул концепцию необходимости высоких доз витамина С, предполагая их оптимальными для здоровья. К этому выводу Полинг пришёл путём теоретических рассуждений на основе доступной ему в то время литературы. Полинг предполагал, что высокие дозы витамина C способны защитить человека от многих заболеваний, в частности, вирусных (ОРВИ, грипп) и онкологических. Витамин C также необходим для формирования волокон коллагена, для защиты тканей организма от свободных радикалов. Полинг предложил повысить ежедневную дозу витамина C в 100—200 раз. Сам он сообщал, что вместе с женой установил для себя дневную норму витамина C в 10 граммов.
На 2006 год мнение об эффективности низких доз (до 1000 мг) витамина C при лечении простуды по-прежнему не нашло подтверждения (профилактический приём витамина C снижает вероятность болезни, но не влияет на её прохождение), а эксперименты с дозировкой более 2000 мг/сут. (согласно теории Полинга) так и не проведены. С другой стороны, предположения о том, что дозы аскорбиновой кислоты, существенно превышающие потребность, могут приводить к определённым физиологическим расстройствам, также не доказаны.
Ограничительные законы запрещали рекламу витаминов как лечебных препаратов против конкретных заболеваний, если не было необходимой для лекарств серии клинических испытаний. Эти законы, как оказалось, затрагивали интересы множества пищевых и фармакологических фирм. Поскольку витамины классифицировались в Европейском союзе как пищевые продукты, то для их поступления в коммерческую продажу никаких клинических испытаний не требовалось.
В 2005 году Европейский суд принял решение об ограничениях дозировок препаратов витамина C в странах ЕС с 1 августа 2005 года. Изменены формулировки рекомендаций (слова «лечит», «излечивает», «продлевает» и тому подобные заменены на «способствует сохранению», «защищает»).
Высказанные Лайнусом Полингом надежды на активацию защитных сил с помощью витамина С, способствующую излечению от рака, также не нашли явного подтверждения. В 2008 году опубликовано исследование, в котором витамин C вводился мышам инъекциями внутривенно в дозе до 4 граммов на килограмм веса животного в сутки и в которых доказывалось противораковое действие витамина C примерно на 75 % клеток агрессивных опухолей, имплантированных здоровым животным, без воздействия на здоровые клетки. При этом рост опухоли замедлялся на 41—53 %.
Согласно исследованию, проведённому учёными Салфордского университета в Манчестере и опубликованному в 2017 году, аскорбиновая кислота потенциально может влиять на гликолиз, который является необходимой частью метаболизма раковых стволовых клеток, что, по мнению исследователей, должно останавливать их рост.

## Биологическая роль
Участвует в образовании коллагена, серотонина из триптофана, образовании катехоламинов, синтезе кортикостероидов. Аскорбиновая кислота также участвует в превращении холестерина в желчные кислоты.
Витамин C необходим для детоксикации в гепатоцитах при участии цитохрома P450. Витамин C сам нейтрализует супероксидный радикал до перекиси водорода.
Восстанавливает убихинон и витамин E. Стимулирует синтез интерферона, следовательно, участвует в иммуномодулировании. Наряду с винной, яблочной, лимонной, молочной кислотами, и, вероятно, гемовым железом, которые, по крайней мере, восстанавливают Fe3+ в Fe2+ или же, — в случае двухвалентного железа в составе гема, — действуют также по невыясненному пока механизму.
Аскорбиновая кислота улучшает всасывание железа из пищи путём преобразования иона Fe3+ в Fe2+ с образованием комплексного соединения.
Тормозит гликозилирование гемоглобина, тормозит превращение глюкозы в сорбит.
Существуют данные о нейропротекторном действии аскорбиновой кислоты, в частности, о её положительном действии при преждевременном старении, профилактике возрастного снижения когнитивных способностей и болезни Альцгеймера. При этом, по всей видимости, избегание дефицита витамина оказывает более положительное влияние, чем употребление больших доз в качестве добавок к здоровому рациону.

### Авитаминоз (гиповитаминоз)
Симптомы недостатка в организме витамина С: слабость иммунной системы, кровоточивость дёсен, бледность и сухость кожи, замедленное восстановление тканей после физических повреждений (раны, синяки), потускнение и выпадение волос, ломкость ногтей, вялость, быстрая утомляемость, ослабление мышечного тонуса, ревматоидные боли в крестце и конечностях (особенно нижних, боли в ступнях), расшатывание и выпадение зубов. К кровоточивости дёсен и кровоизлияниям в виде тёмно-красных пятен на коже приводит хрупкость кровеносных сосудов.

### Гипервитаминоз
Длительный прием высоких доз приводит к нарушению всасывания витамина B12, повышает концентрацию мочевой кислоты в моче, способствует образованию оксалатных камней в почках и увеличивает концентрацию эстрогенов в крови женщин, получающих эстрогенные препараты. Кроме того, на фоне высоких доз витамина C активируются метаболизирующие его ферменты. Если это происходит во время беременности, то у новорожденного может развиться рикошетная цинга.
Полулетальная доза (LD50) составляет 11900 мг/кг для крыс при пероральном введении.

## Получение
Синтетически получают из глюкозы с применением ферментации на некоторых этапах (бактериями Gluconobacter oxydans в методе Рейхштейна или бактериями Erwinia herbicola и Corynebacterium по методу Genentech).
Синтезируется растениями из различных гексоз (глюкозы, галактозы) и большинством животных (из галактозы), за исключением приматов и некоторых других животных (например, морских свинок), которые получают её с пищей.
Количественное определение аскорбиновой кислоты проводят методами алкалиметрии, иодатометрии либо иодометрии.

## Применение

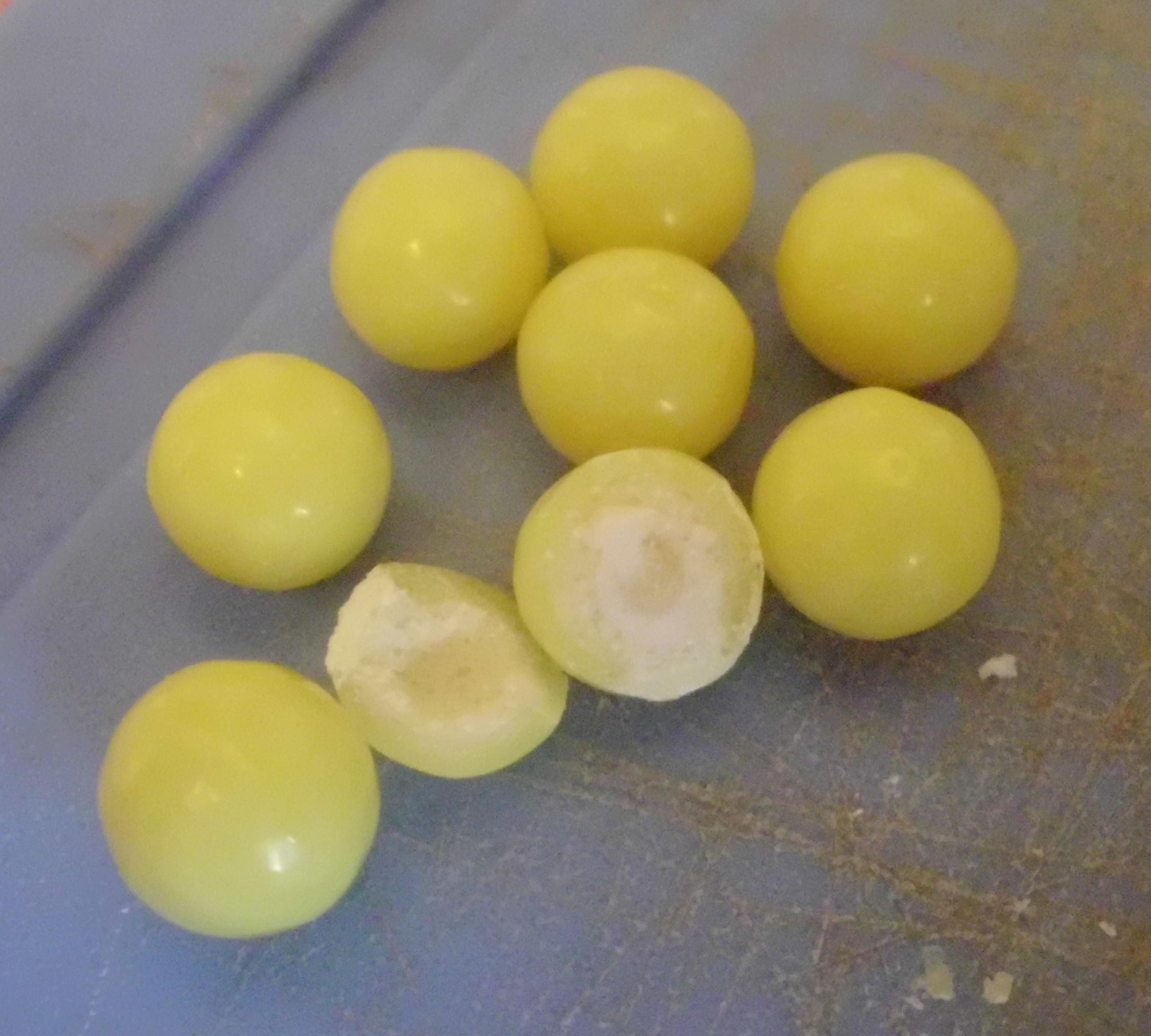
Драже с аскорбиновой кислотой — препарат для перорального приёма

### Медицина
Согласно инструкциям по применению, аскорбиновая кислота вводится в больших дозах при отравлении угарным газом и метгемоглобин-образователями, является антиоксидантом, нормализует окислительно-восстановительные процессы. Также применяется при геморрагическом диатезе, капилляротоксикозе, геморрагическом инсульте, кровотечении (в том числе носовом, легочном, маточном), инфекционных заболеваниях, идиопатической метгемоглобинемии, интоксикации, алкогольном и инфекционном делирии, острой лучевой болезни, посттрансфузионных осложнениях, заболеваниях печени (болезнь Боткина, хронический гепатит и цирроз), заболеваниях желудочно-кишечного тракта (ахилия, язвенная болезнь, особенно после кровотечения, энтерит, колит), гельминтозах, холецистите, вяло заживающих ранах, язвах, ожогах, физических и умственных перегрузках, беременности, а также при недостатке витамина C.

### Пищевая промышленность
Аскорбиновая кислота и её соли (аскорбат натрия, аскорбат кальция и аскорбат калия) применяются в пищевой промышленности в качестве пищевых добавок Е300-E305 в роли антиокислителей (антиоксидантов) и стабилизаторов окраски с целью увеличить срок хранения продуктов, замедлить ферментативное окисление напитков, предотвратить изменение цвета фруктов, овощей и продуктов их переработки при замораживании, консервировании и расфасовке, и сохранить находящиеся в них витамины. Сама аскорбиновая кислота также используется как подкислитель (регулятор кислотности).
D-изоаскорбиновая (эриторбовая) кислота используется в качестве консерванта (пищевая добавка E315).

### Косметология
Витамин С используется в косметических препаратах для замедления старения, для заживления и восстановления защитных функций кожи, в частности, восстановления увлажненности и упругости кожи после воздействия солнечных лучей. В состав кремов его также вводят для осветления кожи и борьбы с пигментными пятнами.

### Фотография
Одним из непищевых применений аскорбиновой кислоты является её использование в качестве проявляющего вещества в фотографии. Её проявляющие свойства были открыты в 1931 году, но вплоть до 1960-х она не использовалась, но исследовалась в малосеребряных процессах, и стала известна в массовой литературе в 1970-х. На 2004 год аскорбиновая кислота присутствует в проявителях Kodak XTOL и Paterson FX-50 (в сухом составе — в форме аскорбата натрия).
Для фотографических целей аскорбиновую кислоту используют вместе с другими проявляющими веществами, наиболее часто с пирогаллолом, гидрохиноном и метолом. Окисленная форма вещества в проявителе не реагирует с сульфитом натрия и, тем самым, не оказывает замедляющего эффекта на процесс проявления. Более активной в фотографических проявителях является не аскорбиновая, а изоаскорбиновая кислота.

### Аналитическая химия
Аскорбиновая кислота восстанавливает многие неорганические вещества: Fe (III), Hg (II), Au (III), Pt (IV), Ag (I), элементарный йод, хлораты, броматы, иодаты, ванадаты, цераты, кислород, растворенный в растворителях, нитро-, нитрозо-, азо-, иминогруппы, индофенолы, перфиндины и другие.
На восстановительных свойствах аскорбиновой кислоты основано её применение в титриметрическом анализе в качестве титранта. Аскорбиновая кислота применяется для прямого титрования окислителей. При её оксилении образуется дегидроаскорбиновая кислота (ДГАК). Окончание титрования определяют визуально по исчезновению окраски индикатора — вариаминового синего.

## Эффективность медицинских применений аскорбиновой кислоты
Пищевые добавки с витамином C не влияют на общую смертность.
Нет доказательств пользы витамина C при сахарном диабете.
Нет доказательств того, что прием витамина C снижает риск сердечно-сосудистых заболеваний.
Нет доказательств того, что добавление витамина C снижает риск рака легких ни у здоровых людей, ни у лиц с высоким риском рака лёгких из-за их курения или воздействия на них асбестовой пыли.
Добавки витамина C не предотвращают и не замедляют прогрессирование возрастной катаракты.
Доказательства высокого качества показывают, что аскорбиновая кислота не улучшает течение болезни Шарко — Мари — Тута у взрослых с точки зрения используемых параметров исхода. Согласно доказательствам низкого качества, аскорбиновая кислота не улучшает течение болезни у детей.

## Суточная норма потребления
Люди должны получать аскорбиновую кислоту с пищей. У человека, так же как у других высших приматов (сухоносых обезьян), ген, отвечающий за образование одного из ферментов синтеза аскорбиновой кислоты, нефункционален. Однако, например, в организме кошки (как и у многих других млекопитающих) витамин C синтезируется из глюкозы.
Физиологическая потребность для взрослых — 90 мг в сутки (беременным женщинам рекомендуется употреблять на 10 мг больше, кормящим — на 30 мг). Физиологическая потребность для детей — от 30 до 90 мг/сут. в зависимости от возраста. Верхний допустимый уровень потребления в России — 2000 мг/сут. Для курящих людей и тех, кто страдает от пассивного курения, необходимо увеличить суточную норму потребления витамина C на 35 мг/сут..
|          | Возраст         | Норма, мг/сут |
| -------- | --------------- | ------------- |
| Младенцы | до 6 месяцев    | 40            |
| Младенцы | 7—12 месяцев    | 50            |
| Дети     | 1—3 года        | 40            |
| Дети     | 4—8 лет         | 45            |
| Дети     | 9—13 лет        | 50            |
| Девушки  | 14—18 лет       | 65            |
| Юноши    | 14—18 лет       | 75            |
| Мужчины  | 19 лет и старше | 90            |
| Женщины  | 19 лет и старше | 75            |

## Фармакологические свойства

### Фармакокинетика
Абсорбируется в ЖКТ (преимущественно в тонкой кишке). С увеличением дозы до 200 мг всасывается до 140 мг (70 %); при дальнейшем повышении дозы всасывание уменьшается (50—20 %). Связь с белками плазмы — 25 %. Заболевания ЖКТ (язвенная болезнь желудка и 12-перстной кишки, запоры или диарея, глистная инвазия, лямблиоз), употребление свежих фруктовых и овощных соков, щелочного питья уменьшают всасывание аскорбата в кишечнике.
Биодоступность для дозы 100 мг составляла 80 %: 80 мг витамина C было абсорбировано, и полученная в результате пиковая концентрация витамина C в плазме составляла 78 мкМ. 25 мг витамина C выделялось с мочой в течение следующих 24 часов. Для дозы 500 мг составляла 63 %: 315 мг витамина C было абсорбировано и 241 мг витамина C выделялось с мочой в течение следующих 24 часов.
Концентрация аскорбиновой кислоты в плазме в норме составляет приблизительно 10—20 мкг/мл, запасы в организме — около 1,5 г при приёме ежедневных рекомендуемых доз и 2,5 г при приёме 200 мг/сут. TCmax после приема внутрь — 4 ч.
Легко проникает в лейкоциты, тромбоциты, а затем — во все ткани; наибольшая концентрация достигается в железистых органах, лейкоцитах, печени и хрусталике глаза; депонируется в задней доле гипофиза, коре надпочечников, глазном эпителии, межуточных клетках семенных желёз, яичниках, печени, селезёнке, поджелудочной железе, лёгких, почках, стенке кишечника, сердце, мышцах, щитовидной железе; проникает через плаценту. Концентрация аскорбиновой кислоты в лейкоцитах и тромбоцитах выше, чем в эритроцитах и в плазме. При дефицитных состояниях концентрация в лейкоцитах снижается позднее и более медленно и рассматривается как лучший критерий оценки дефицита, чем концентрация в плазме.
Метаболизируется преимущественно в печени в дезоксиаскорбиновую и далее в щавелевоуксусную и дикетогулоновую кислоты.
Выводится почками, через кишечник, с потом, грудным молоком в виде неизменённого аскорбата и метаболитов.
При назначении высоких доз скорость выведения резко усиливается. Курение и употребление этанола ускоряют разрушение аскорбиновой кислоты (превращение в неактивные метаболиты), резко снижая запасы в организме.
Выводится при гемодиализе.

### Взаимодействие
Повышает концентрацию в крови бензилпенициллина и тетрациклинов; в дозе 1 г/сут повышает биодоступность этинилэстрадиола (в том числе входящего в состав пероральных контрацептивов).
Улучшает всасывание в кишечнике препаратов железа (переводит трёхвалентное железо в двухвалентное); может повышать выведение железа при одновременном применении с дефероксамином.

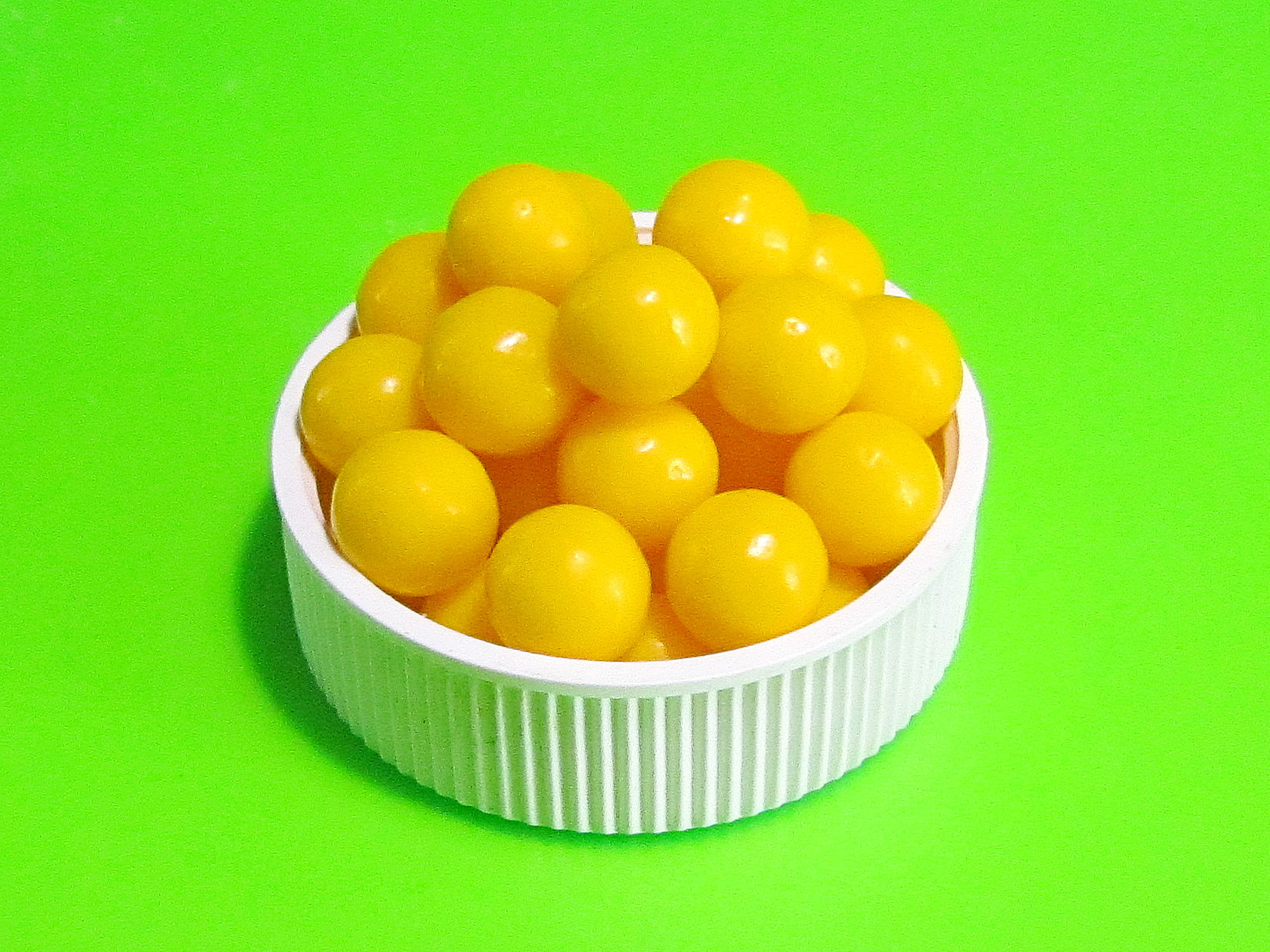
Ревит (Витамины А, В1, В2 и С)

Снижает эффективность гепарина и непрямых антикоагулянтов.
Ацетилсалициловая кислота, пероральные контрацептивы, свежие соки и щелочное питьё снижают всасывание и усвоение.
При одновременном применении с ацетилсалициловой кислотой повышается выведение с мочой аскорбиновой кислоты и снижается выведение ацетилсалициловой кислоты.
АСК снижает абсорбцию аскорбиновой кислоты примерно на 30 %.
Увеличивает риск развития кристаллурии при лечении салицилатами и сульфаниламидами короткого действия, замедляет выведение почками кислот, увеличивает выведение лекарственных средств, имеющих щелочную реакцию (в том числе алкалоидов), снижает концентрацию в крови пероральных контрацептивов.
Повышает общий клиренс этанола, который в свою очередь снижает концентрацию аскорбиновой кислоты в организме.
Лекарственные средства хинолинового ряда, CaCl2, салицилаты, глюкокортикостероиды при длительном применении истощают запасы аскорбиновой кислоты.
При одновременном применении уменьшает хронотропное действие изопреналина.
При длительном применении или применении в высоких дозах может нарушать взаимодействие дисульфирам — этанол.
В высоких дозах повышает выведение мексилетина почками.
Барбитураты и примидон повышают выведение аскорбиновой кислоты с мочой.
Уменьшает терапевтическое действие антипсихотических лекарственных средств (нейролептиков) — производных фенотиазина, канальцевую реасорбцию амфетамина и трициклических антидепрессантов.
Аскорбиновая кислота (наряду с щавелевой и лимонной) способна ускорить выведение радионуклидов из организма.